# Чубарова (деревня)
Чубарова — деревня в Плесецком районе Архангельской области. До 2022 года входила в состав упразднённого Тарасовского сельского поселения.

## География
Деревня находится в северо-западной части Архангельской области, в подзоне северной тайги, на берегах реки Шорда. в 75 километрах к востоку от Плесецка.

### Часовой пояс
Деревня Чубарова, как и вся Архангельская область, находится в часовой зоне МСК (московское время). Смещение применяемого времени относительно UTC составляет +3:00.

## Население
| 2002 | 2010 | 2012 |
| ---- | ---- | ---- |
| 10   | ↘0   | ↗12  |

### Национальный состав
Согласно результатам переписи 2002 года, русские составляли 100 % населения.

## Инфраструктура
Отсутствует.